# Chajruddín Barbarossa
Chajruddín Barbarossa (mezi 1467 a 1475 Mitilene, ostrov Lesbos v dnešním Řecku – 4. července 1546 Istanbul, Turecko) byl osmanský pirát a korzár albánsko-řeckého původu. Vládl v Alžírsku, snažil se o ovládnutí západního Středomoří, později byl jmenován pašou a kapudan pašou Osmanské říše. Chajruddín je v histografii jmenován různými jmény. Mimo jiné Cheir ad-Din, Chaireddin, turecky Hızır Reis, Barbaros Hayreddin Paşa, arabsky خير الدين.
Spolu se svým bratrem Oruçem znejišťoval západní Středomoří a velel záhy několika vlastním lodím. Roku 1515 dobyl Alžírsko a stal se po smrti svého bratra jeho vládcem (1518–1546). Uznal nadvládu osmanského sultána Sulejmana I., kterým byl pak jmenován kapudan pašou, tedy vrchním velitelem osmanského námořnictva, a stal se tak jeho vazalem. V jeho službách podnikl více přepadů na španělském, francouzském a italském pobřeží a v roce 1538 rozdrtil spojené námořní síly křesťanských středomořských mocností v bitvě u Prevezy.
Zasloužil se tím o zvýšení vlivu Osmanské říše ve Středomoří. Roku 1535 a 1541 úspěšně čelil útoku španělského krále Karla V. Osmanská říše začala ztrácet vliv až po jeho smrti, když byla poražena v bitvách o Maltu (1565) a u Lepanta (1571).